# Ludovic Assemoassa
Ludovic Assemoassa (Lione, 18 settembre 1980) è un ex calciatore togolese, di ruolo difensore.

## Carriera
Ha giocato nelle giovanili del Lione ed è stato convocato dalla Nazionale togolese ai Mondiali 2006.